# Museo de la sal de Léniz
El Museo de la sal de Léniz es un museo español dedicado a la sal de manantial y a sus procesos de extracción y elaboración, situado en las proximidades de la localidad de Salinas de Léniz (Guipúzcoa), donde se encuentran las salinas del barrio de Dorla, bajo un antiguo castillo, en el valle de Léniz. 

## Museo
El museo fue inaugurado en el año 1999, bajo el nombre "Museo Eugenio Otxoa", dirigido por Nerea Zubiete. 
Enclavado en unas antiguas instalaciones explotadas hasta 1972, el museo muestra cómo se ha producido la sal históricamente en las fábricas y posee ocho "dorlas" o calderas de hierro que se calentaban con leña para evaporar el agua y obtener la sal.
El primer documento conocido sobre el lugar data del siglo X. La producción de la sal se realizaba almacenando en un pozo aguas salobres de manantial que se canalizaban hacia ocho casas, donde, en las dorlas al fuego, se evaporaba el agua y aparecían concentrados los cristales de sal en el fondo de la caldera.
Desde 2016 celebran en el mes de octubre el Día de la Sal, una jornada destinada a «promocionar la cultura de la sal, enseñar lo que se hace en la población a través de su museo y crear una red de municipios que comparten un mismo pasado».